# Festival narodnozabavne glasbe Ptuj
Festival narodnozabavne glasbe Ptuj je najstarejša in najuglednejša prireditev te vrste v Sloveniji. Prvi festival je potekal leta 1969 v organizaciji Radia Ptuj, ki se je tako vključil v praznovanje 1900-letnice prve omembe mesta Ptuja. Festival poteka konec avgusta ali v začetku septembra.
Ansambli tekmujejo v dveh kategorijah: v kategoriji klasičnih kvintetov in kategoriji ostalih zasedb. Na festivalu vsak ansambel sodeluje z dvema novima skladbama, ki še nista bili javno predvajani ali izdani na nosilcih zvoka in z neobjavljenim besedilom. Strokovna komisija, ki jo imenuje organizator festivala, izbere nastopajoče izmed prijavljenih ansamblov, ki jih oceni na javni avdiciji. Ta je dolga leta potekala v Preddvoru.
V letu 2015 so ob 46. festivalu začeli z odštevanjem do Abrahama, torej 50. festivala. Tako sedaj priredijo dva večera, dan pred tekmovalnim dnevom imajo revijalni del, na katerem vsako leto preigravajo skladbe iz določenega desetletja zgodovine festivala. Nekatere pesmi izvedejo originalne narodnozabavne zasedbe. 50. festival je bil revijalni in je potekal 3 dni.
Oba večera posnameta Televizija Maribor in Televizija Slovenija, ki predvaja festival v septembru, Radio Maribor in Radio Ptuj ga prenašata neposredno.

## Prizorišča
Festival je bil doslej organizirali na različnih prizoriščih - na dvorišču minoritskega samostana sv. Petra in Pavla, v Dvorani Center, na Mestnem trgu in v šotoru pred Termami Ptuj ter na Ptujskem gradu in v športni dvorani Osnovne šole Ljudski vrt Ptuj. V zgodnjih letih so ga prirejali v Veliki športni dvorani.

## Nagrade
Na festivalu podelijo naslednje nagrade:
- Nagrada za najboljši ansambel med klasičnimi kvinteti – skulptura Orfej in denarna nagrada (podeli strokovna komisija za glasbo);
- Nagrada za najboljši ansambel med ostalimi zasedbami – skulptura Orfej in denarna nagrada (podeli strokovna komisija za glasbo);
- Korenova plaketa za najboljšo vokalno izvedbo, ki jo prejme najboljši pevec, pevka ali pevci (podeli strokovna komisija za glasbo);
- Nagrada za najboljše besedilo (podeli strokovna komisija za besedila);
- Nagrada za najlepšo skladbo festivala (izbere občinstvo);

Nekoč so podeljevali tudi nagrado za najboljšo melodijo po izboru TV gledalcev in radijskih poslušalcev, namesto nagrad za najboljši klasični kvintet in najboljši ansambel med ostalimi zasedbami so podeljevali nagrado najboljšemu ansamblu po mnenju strokovne žirije. Podeljevali so tudi nagrado za najboljšega debitanta. Na nekaj festivalih so podelili tudi Staretovo nagrado kakovostnemu besedilopiscu in nagrado občinstva po izboru TV gledalcev in radijskih poslušalcev, ki je bila ločena od nagrade občinstva na prireditvi.
V preteklosti so podeljevali tudi zlate, srebrne in bronaste Orfejeve značke, ki so jih prejeli vsi nastopajoči ansambli glede na oceno strokovne komisije.
Korenovo plaketo podeljujejo od leta 1983. Imenovana je po znamenitem pevcu Ansambla bratov Avsenik, Francu Korenu, ki je umrl leto pred tem.

## Zmagovalci

### 1998–2005
Nagrade in nagrajenci med 29. in 36. festivalom v letih med 1998 in 2005 so bili:
| #   | Leto | Zmagovalci strokovne žirije | Zmagovalci občinstva                                   | Korenova plaketa                                 | Najboljše besedilo | Najboljša melodija                   |
| --- | ---- | --------------------------- | ------------------------------------------------------ | ------------------------------------------------ | ------------------ | ------------------------------------ |
| 29. | 1998 | Ansambel Borisa Razpotnika  | Ansambel Štajerski baroni in Ansambel Show band Klobuk | Jožica Brdnik in Darko Tušar (Ansambel Laufarji) | Marko Kočar        | Edvin Fliser (Ansambel Rosa)         |
| 30. | 1999 | Ansambel Šaleški fantje     | Ansambel Mladi Dolenjci                                | Nepodeljena.                                     | Ivan Sivec         | Boris Rošker (Ansambel Prerod)       |
| 31. | 2000 | Ansambel Prerod             | Ansambel Štajerski baroni                              | Vika Kolarič (Ansambel Štrk)                     | Fanika Požek       | Edvin Fliser (Ansambel Prerod)       |
| 32. | 2001 | Ansambel Ptujskih 5         | Ansambel Ptujskih 5                                    | Anita Zore (Ansambel Pik expres)                 | Fanika Požek       | Vinko Štrucl (Ansambel Pik expres)   |
| 33. | 2002 | Ansambel Vitezi celjski     | Ansambel Modrijani                                     | Ansambel Modrijani                               | Marko Kočar        | Jože Burnik (Ansambel Pogum)         |
| 34. | 2003 | Ansambel Vitezi celjski     | Ansambel Navihanke                                     | Ansambel Pogum                                   | Fanika Požek       | Brane Klavžar (Ansambel Navihanke)   |
| 35. | 2004 | Ansambel Ekart              | Ansambel Vandrovci                                     | Ansambel Vandrovci                               | Marko Kočar        | Klemen Grašič (Ansambel Storžič)     |
| 36. | 2005 | Ansambel Strici             | Ansambel Modrijani                                     | Mojca Gregorič (Ansambel Korenine)               | Franc Ankerst      | Ansambel Anje Burnik z Brigito Šuler |

Pri nagradi za najboljšo melodijo je najprej naveden nagrajenec (avtor melodije), nato pa ansambel, ki je izvedel skladbo.
Na nekaterih festivalih so podelili tudi nagrado za najboljšega debitanta. Nagrajenci:
| #   | Leto | Nagrada za najboljšega debitanta |
| --- | ---- | -------------------------------- |
| 29. | 1998 | Ansambel Slovenskih pet plus     |
| 30. | 1999 | Ansambel Vesele Štajerke         |
| 31. | 2000 | Ansambel Kranjski muzikanti      |
| 32. | 2001 | Ansambel Vitezi celjski          |

Na 29. festivalu leta 1998 so podelili tudi 2. nagrado za besedilo (nagrajenec Milan Jež) in 3. nagrado za besedilo (nagrajenec Marko Kočar).

### 2006–danes
Nagrajenci festivala narodnozabavne glasbe Ptuj v zadnjih letih (od 37. festivala leta 2006 naprej) so bili:
| #   | Leto | Najboljši klasični kvintet                         | Najboljši med ostalimi zasedbami                   | Korenova plaketa                                   | Najboljše besedilo                                 | Zmagovalci občinstva                               |
| --- | ---- | -------------------------------------------------- | -------------------------------------------------- | -------------------------------------------------- | -------------------------------------------------- | -------------------------------------------------- |
| 37. | 2006 | Ansambel Dinamika                                  | Ansambel Vandrovci                                 | Ansambel Rubin                                     | Jože Umek                                          | Ansambel Pogum                                     |
| 38. | 2007 | Ansambel Juhej                                     | Ansambel Novi spomini                              | Ansambel Spev                                      | Majda Rebernik                                     | Ansambel Prepih                                    |
| 39. | 2008 | Ansambel Cvet                                      | Ansambel Novi spomini                              | Ansambel Novi spomini                              | Toni Gašperič                                      | Ansambel Novi spomini                              |
| 40. | 2009 | Ansambel Pajdaši                                   | Ansambel Donačka                                   | Ansambel Iskrice                                   | Marko Kočar                                        | Ansambel Roka Žlindre                              |
| 41. | 2010 | Ansambel Veritas                                   | Ansambel Iskrice                                   | Ansambel Akordi                                    | Fanika Požek                                       | Ansambel Akordi                                    |
| 42. | 2011 | Ansambel Pajdaši                                   | Ansambel Akordi                                    | Skupina Zaka' pa ne                                | Igor Pirkovič                                      | Ansambel Akordi                                    |
| 43. | 2012 | Ansambel Petka                                     | Ansambel Nemir                                     | Klara Lorger (Ansambel Vihar)                      | Vera Šolinc                                        | Ansambel Petka                                     |
| 44. | 2013 | Ansambel Poskočni muzikanti                        | Ansambel Štrajk                                    | Ansambel Nemir                                     | Majda Rebernik                                     | Ansambel Nemir                                     |
| 45. | 2014 | Ansambel Ognjeni muzikanti                         | Ansambel Vikend                                    | Zdenka Šafarič (Ansambel Prleški kvintet)          | Majda Rebernik                                     | Ansambel Vikend                                    |
| 46. | 2015 | Ansambel Jug                                       | Ansambel Žargon                                    | Dejan Bojanec (Ansambel Topliška pomlad)           | Franc Ankerst                                      | Ansambel Žargon                                    |
| 47. | 2016 | Ansambel Prleški kvintet                           | Ansambel Vikend                                    | Ansambel Vikend                                    | Vera Šolinc                                        | Ansambel Vikend                                    |
| 48. | 2017 | Ansambel Prleški kvintet                           | Ansambel Mladi Pomurci                             | Zdenka Šafarič (Ansambel Prleški kvintet)          | Igor Pirkovič                                      | Ansambel Mladi Pomurci                             |
| 49. | 2018 | Ansambel S.O.S. kvintet                            | Ansambel Zadetek                                   | Ingrid Kralj (Ansambel Blaža Hutevca)              | Matej Trstenjak                                    | Ansambel Boršt                                     |
| 50. | 2019 | Ob jubilejnem festivalu ni bilo tekmovalnega dela. | Ob jubilejnem festivalu ni bilo tekmovalnega dela. | Ob jubilejnem festivalu ni bilo tekmovalnega dela. | Ob jubilejnem festivalu ni bilo tekmovalnega dela. | Ob jubilejnem festivalu ni bilo tekmovalnega dela. |
| 51. | 2020 | Ansambel Slovenke                                  | Ansambel Lun'ca                                    | Ansambel Pvaninski Abuhi                           | Matej Trstenjak                                    | Ansambel Petovia kvintet                           |

Leta 2019 ni bilo tekmovalnega dela. V čast obletnici festivala je družba Radio-Tednik pripravila tridnevno festivalsko dogajanje, kjer je nastopilo 50 ansamblov.
Dobitniki nagrade občinstva po mnenju TV gledalcev in radijskih poslušalcev (ločene od nagrade občinstva na prireditvi) med letoma 2007 in 2012 so bili:
- 2007: Ansambel Spev,
- 2008: Ansambel Novi spomini,
- 2009: Skupina Malibu,
- 2010: Ansambel Zreška pomlad,
- 2011: Ansambel Akordi,
- 2012: Ansambel Nemir.

### Staretova nagrada
Na festivalih med letoma 2002 in 2008 (z izjemo leta 2007) je Društvo pesnikov slovenske glasbe podelilo nagrado Marjana Stareta za večletno kakovostno pisanje besedil. Nagrajenci so bili:
- 2002: Ivan Sivec,
- 2003: Ivan Malavašič,
- 2004: Franc Ankerst,
- 2005: Metka Ravnjak Jauk,
- 2006: Jože Grgovič,
- 2008: Branko Zupanc.